# Prilike
Prilike (Servisch cyrillisch Прилике) is een plaats in de Servische gemeente Ivanjica. De plaats telt 1395 inwoners (2002).